# Österrike i olympiska vinterspelen 1932
Österrike deltog i olympiska vinterspelen 1928. Österrikes trupp bestod av 7 idrottare varav 6 var män och 1 var kvinna. Den yngsta av Österrikes deltagare var Gregor Höll (20 år, 250 dagar) och den äldsta var Harald Paumgarten (27 år, 314 dagar). Österrike tog alla sina medaljer i konståkning.

## Medaljer

### Guld
- Konståkning
  - Singel herrar: Karl Schäfer

### Silver
- Konståkning
  - Singel damer: Fritzi Burger

## Resultat

### Backhoppning
- Normal backe
  - Harald Paumgarten – 25
  - Harald Bosio – ?

### Bob
- Två-manna
  - Hugo Weinstengel och Johann Baptist Gudenus – 12

### Längdskidåkning
- 18 km herrar
  - Harald Bosio – 21
  - Harald Paumgarten – 29
  - Gregor Höll – 41

### Konståkning
- Singel herrar
  - Karl Schäfer – 1
- Singel damer
  - Fritzi Burger – 2

### Nordisk kombination
- Individuell
  - Harald Paumgarten – 18
  - Harald Bosio – 29
  - Gregor Höll – 33